# Замошье (Осиповичский район)
Замо́шье (бел. Замо́шша) — деревня в составе Вязьевского сельсовета Осиповичского района Могилёвской области Белоруссии.

## Этимология
«Замошье» является названием-ориентиром, обозначающим поселение за мхом, за моховым болотом.

## Географическое положение
Замошье расположено в 5 км на восток от Осиповичей и в 0,5 км от ж/д станции Осиповичи-2 на линии Осиповичи — Могилёв, в 130 км от Могилёва. Связь с районным центром осуществляется по автодороге.
При Т-образной планировке Замошья его главная улица проложена перпендикулярно железной дороге. В деревне преобладает деревянная застройка усадебного
типа, при этом общественные здания размещены в центре.

## История
Письменные источники впервые упоминают Замошье в 1560 году как село с 6 дымами, которое входило в состав феодального владения Глуск Речицкого повета Минского воеводства Великого княжества Литовского. В составе Российской империи Замошье оказалось после второго раздела Речи Посполитой в 1793 году. В 1839 году представляло собой центр имения и находилось в собственности иезуитов. К середине XIX века Замошье уже перешло в собственность Шишек. В 1861 году здесь была открыта школа грамоты, в которой к 1891 году насчитывалось 36 учеников, и имелась церковь (позднее, в 1946 году, её перенесли в Осиповичи). В 1885 году Замошье являлось центром одной из волостей Бобруйского уезда Минской губернии. Согласно переписи 1897 года состояло из деревни (340 человек, 57 дворов, хлебозапасной магазин, мельница, заездный дом), имения (4 человека, 1 двор) и фольварка (19 жителей, 3 двора, водяная мельница, заездный дом, лавка). 
21 августа 1925 года Замошье стало центром Замошского сельсовета Осиповичского района Бобруйской (до 26 июля 1930 года) округи. 20 февраля 1938 года Замошский сельсовет вошёл в состав Могилёвской области, 20 сентября 1944 года — Бобруйской, 8 января 1954 года — Могилёвской. С 25 декабря 1962 года относился к Бобруйскому району, с 6 января 1965 года — к Осиповичскому. В состав Замошского сельсовета ранее входили сейчас не существующие деревни Борок и Дубовое (до конца 1930-х) и посёлок Май (до 1943 года).
В 1922 году в местной школе насчитывалось уже 50 учеников и имелась изба-читальня. Колхоз под названием «Новая заря» был организован здесь в 1930 году, тут же работала кузница. 
Во время Великой Отечественной войны Замошье было оккупировано немецко-фашистскими войсками. В 1943 году захватчики сожгли деревню, убив при этом 54 жителей. В боях возле Замошья погибло 32 советских солдата и партизана, которых захоронили в братской могиле, находящейся в центре деревни. 
По данным 2007 года, в Замошье были школа, библиотека, фельдшерско-акушерский пункт, отделение связи, магазин связи, клуб.
В 1974 году в центре деревни Замошье, на братской могиле, был установлен памятник в виде скульптурной композиции из воина и партизанки с флагом. По обе стороны композиции были размещены 4 обелиска с фамилиями 30 захороненных. Рядом воздвигнуты 3 стелы в память о 173 жителях Замошского сельсовета, погибших в боях Великой Отечественной войны, с их именами. 

## Население
- 1845 год — 74 человека, 15 дворов[1]
- 1885 год — 208 человек, 16 дворов[1]
- 1897 год — 340 человек, 57 дворов (деревня), 4 человека, 1 двор (имение), 19 жителей, 3 двора (фольварк)[1]
- 1917 год — 578 человек, 99 дворов[1]
- 1959 год — 355 человек[1]
- 1970 год — 368 человек[1]
- 1986 год — 261 человек, 108 дворов[1]
- 2002 год — 260 человек, 99 хозяйств[1]
- 2007 год — 269 человек, 101 хозяйство[1]

## Комментарии
1. ↑  Название и ударение даны по: Назвы населеных пунктаў Рэспублікі Беларусь: Магілёўская вобласць: нарматыўны даведнік / І. А. Гапоненка і інш.; пад рэд. В. П. Лемцюговай. — Минск: Тэхналогія, 2007. — С. 59. — 406 с. — ISBN 978-985-458-159-0.